# Vrijheidsplein (Tallinn)
Het Vrijheidsplein (Ests: Vabaduse väljak) is een plein aan de zuidkant van de oude stad van Tallinn in Estland. In het oosten wordt het begrensd door de Sint-Janskerk, in het zuiden door de Kaarli Boulevard en een ondergronds winkelcentrum, in het westen door de Overwinningskolom van de Onafhankelijkheidsoorlog die de Estse Onafhankelijkheidsoorlog herdenkt en in het noorden bevindt zich de Kunsthal.
Het plein heeft een oppervlakte van 7752 m² met afmetingen van 110 bij 75 meter.
Tijdens de Sovjetperiode heette het plein Overwinningsplein (Võidu väljak).

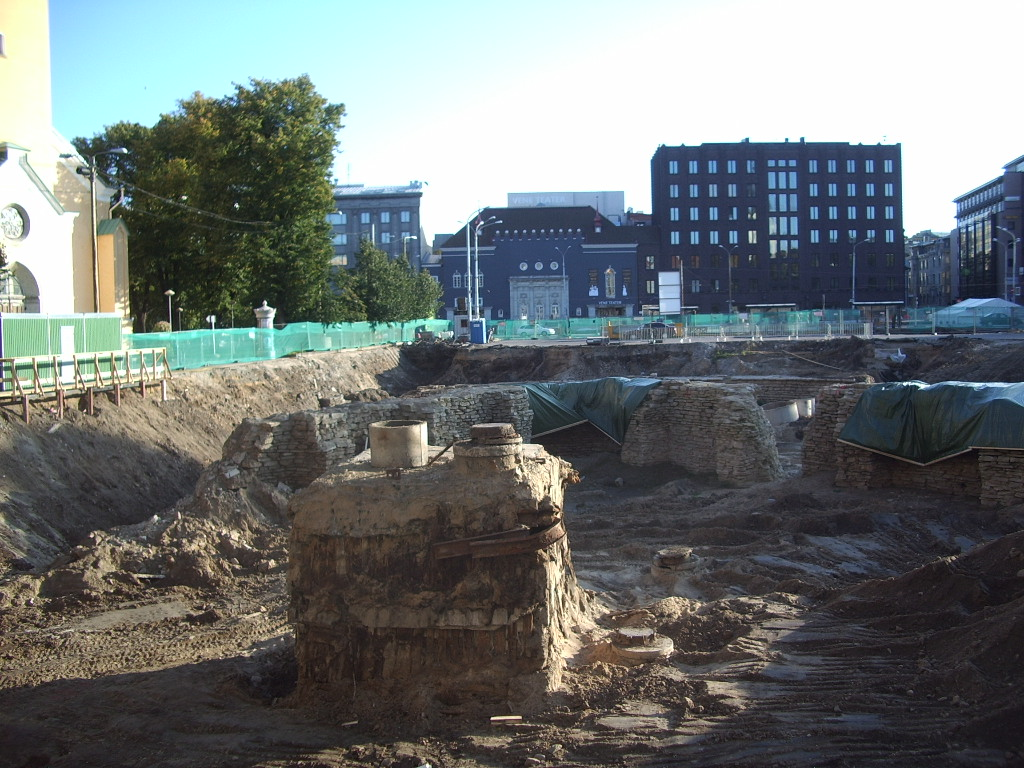
De reconstructie van het plein in 2008
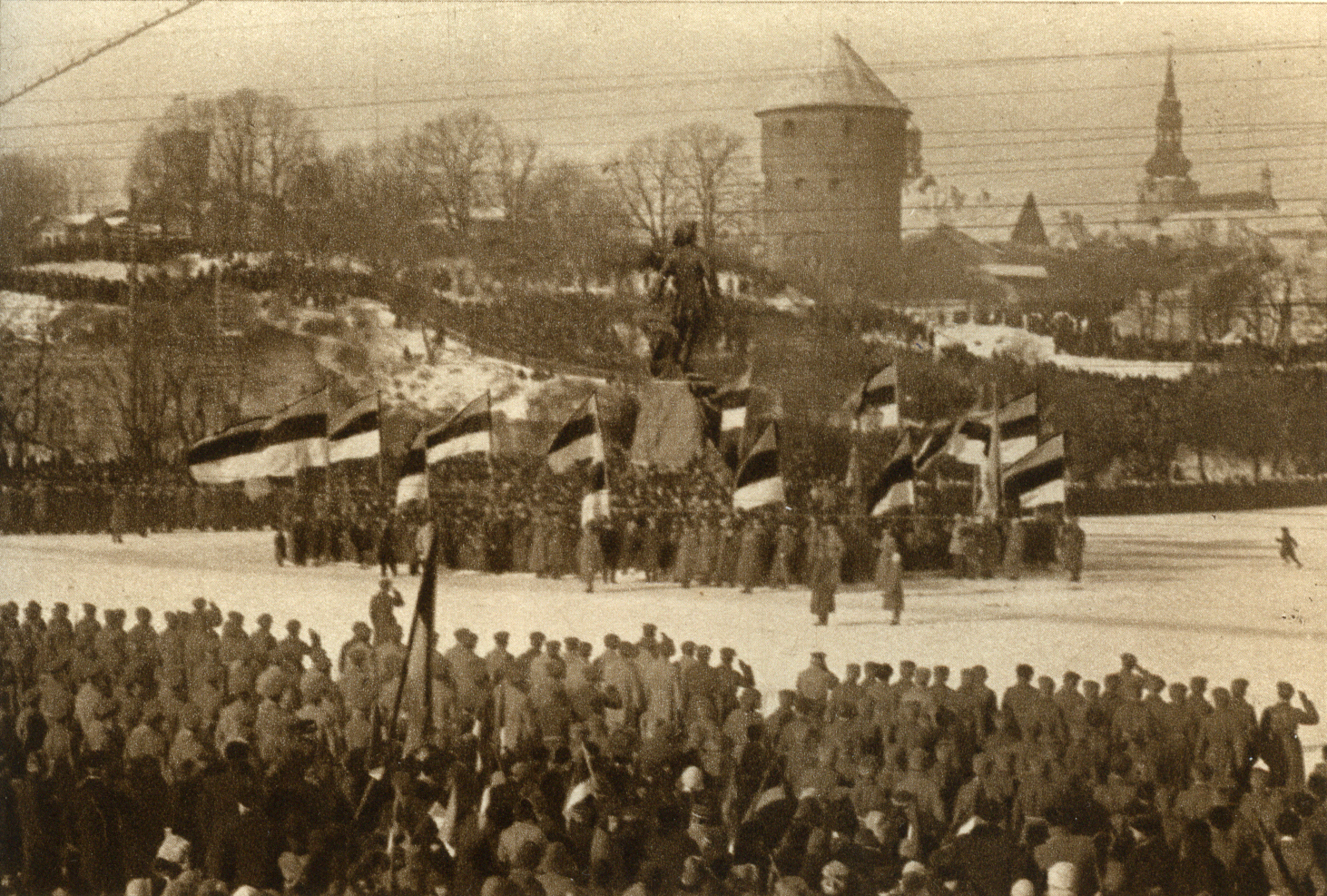
De eerste viering van de Estse Onafhankelijkheidsdag in 1919
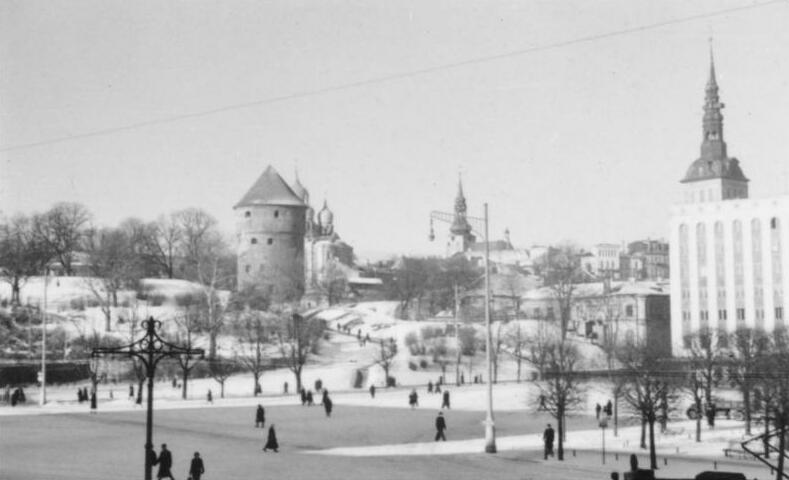
Tijdens de Duitse bezetting in 1943
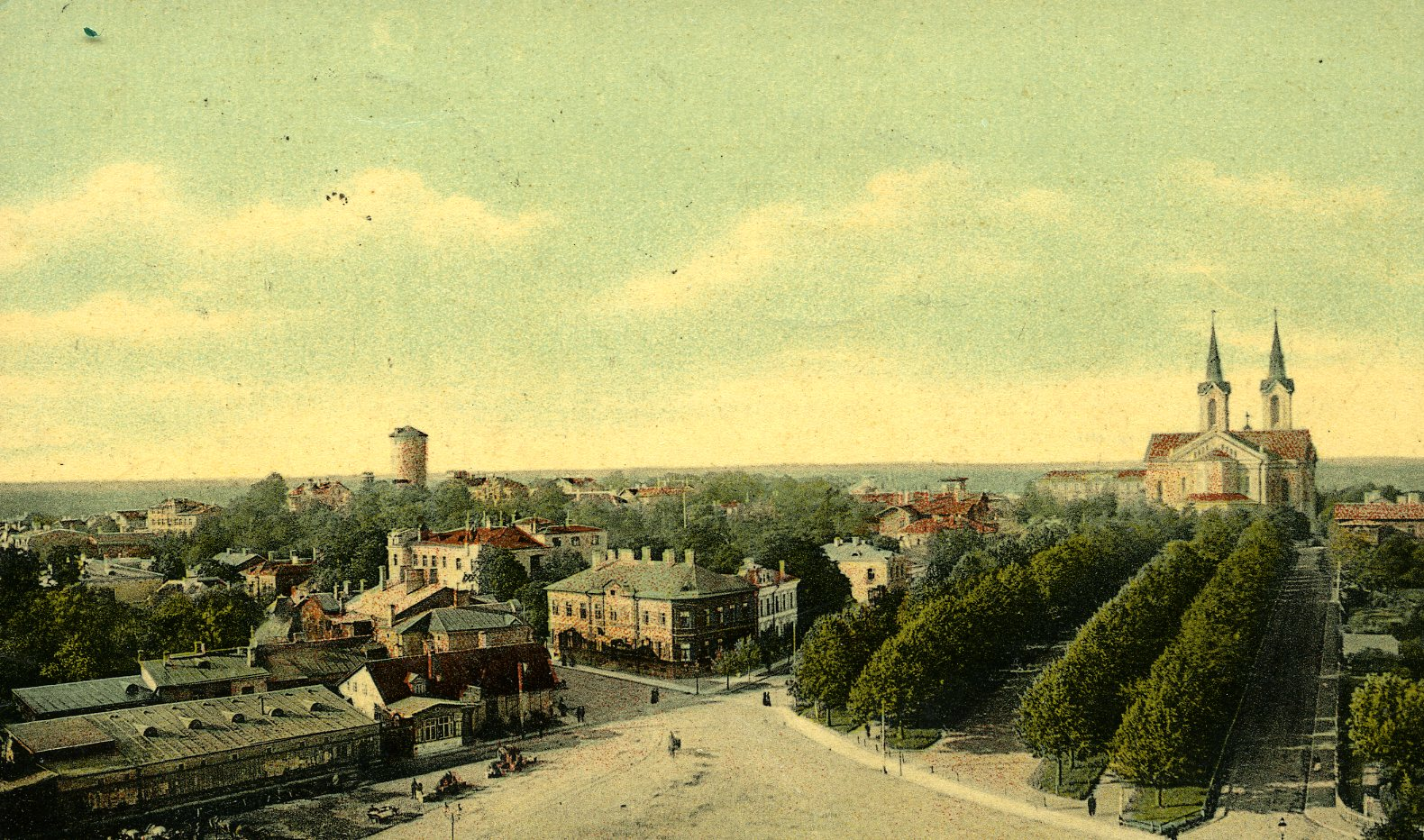
Postkaart met een afbeelding van het plein uit 1900
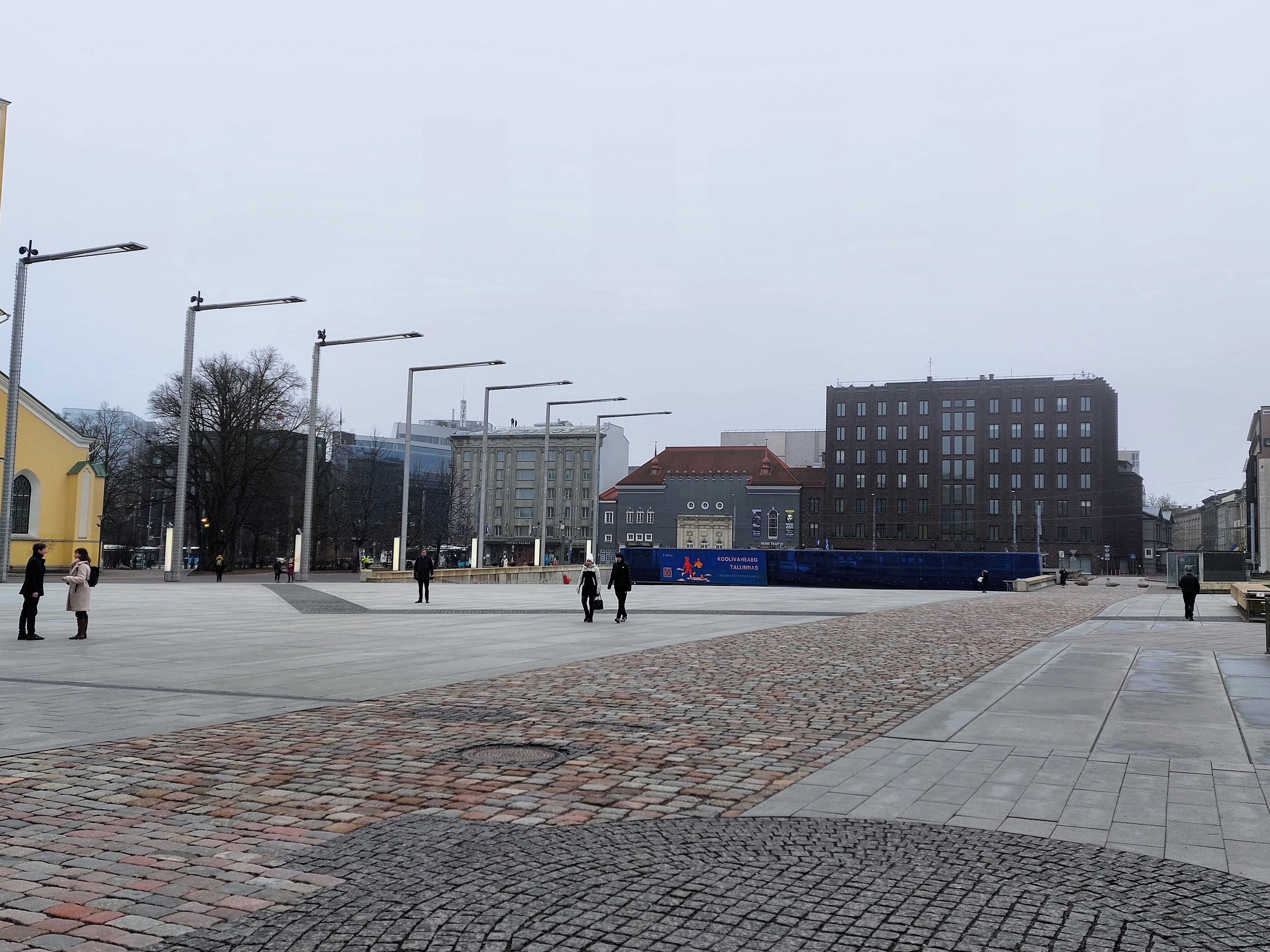
Vrijheidsplein in 2024
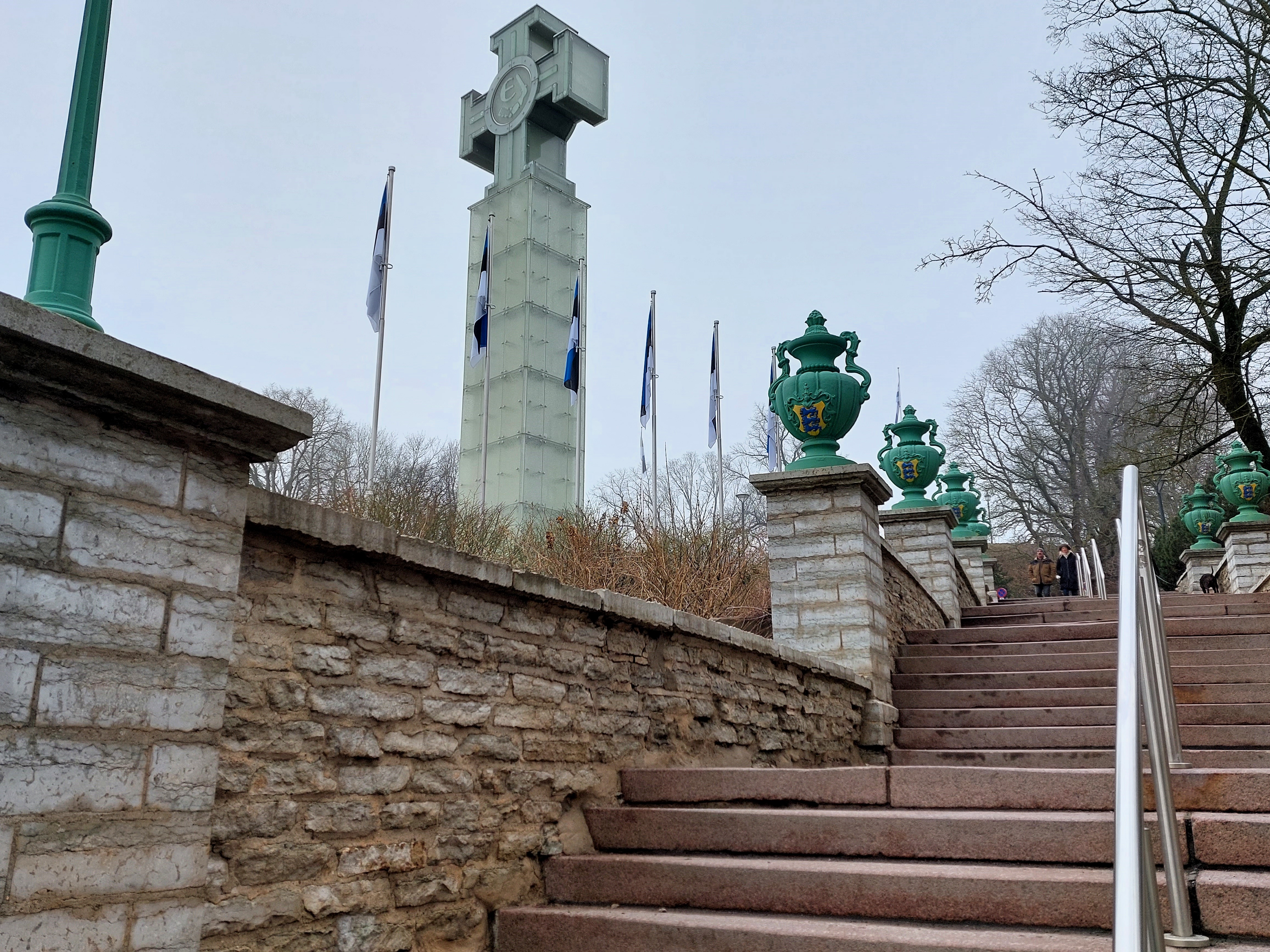
Mayer's trap met het Vrijheidskruis links
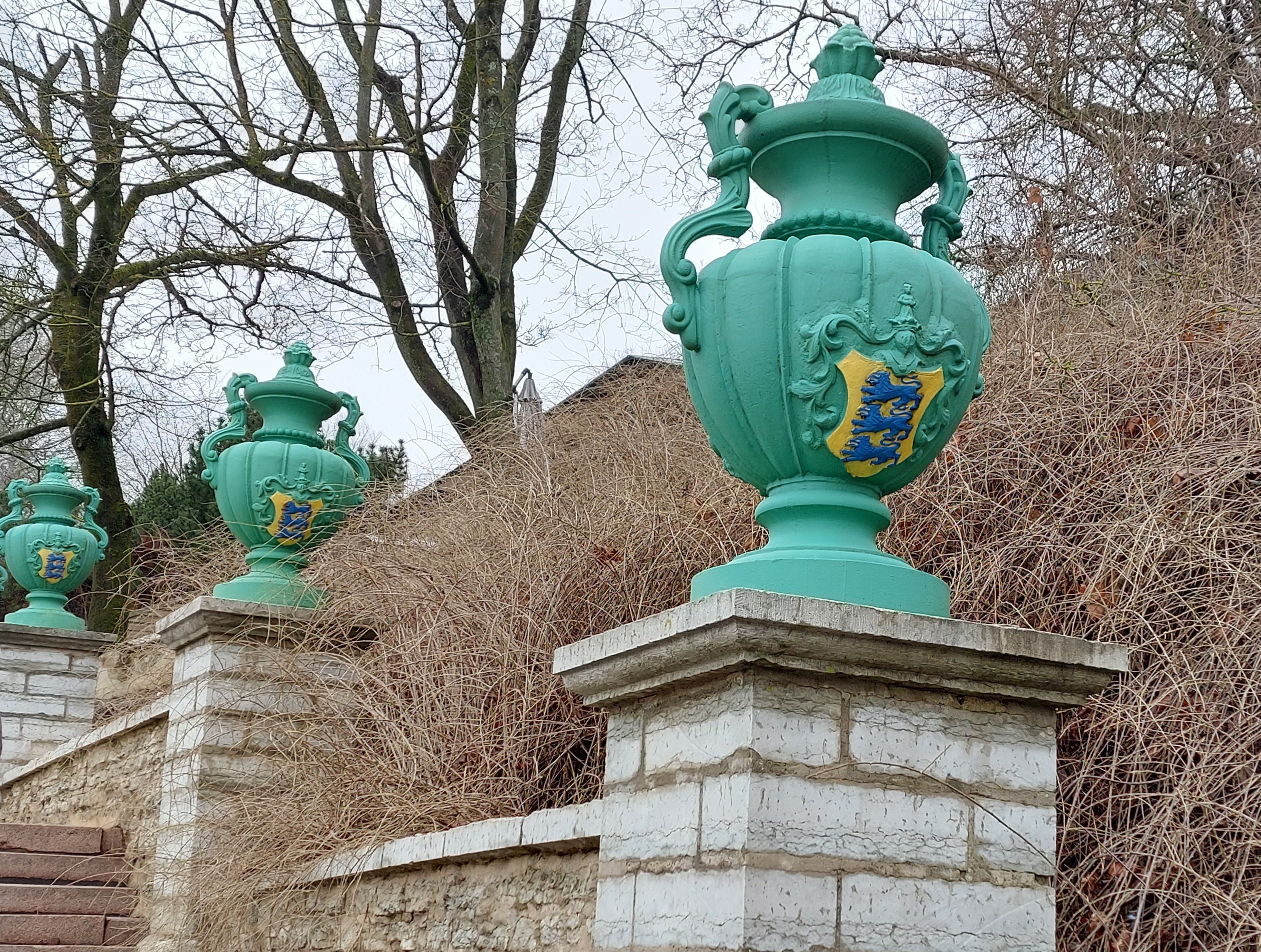
De vazen op Mayer's trap